# Xiphocentron borinquense
Xiphocentron borinquense is een schietmot uit de familie Xiphocentronidae. De soort komt voor in het Neotropisch gebied.